# Nancy Lancaster

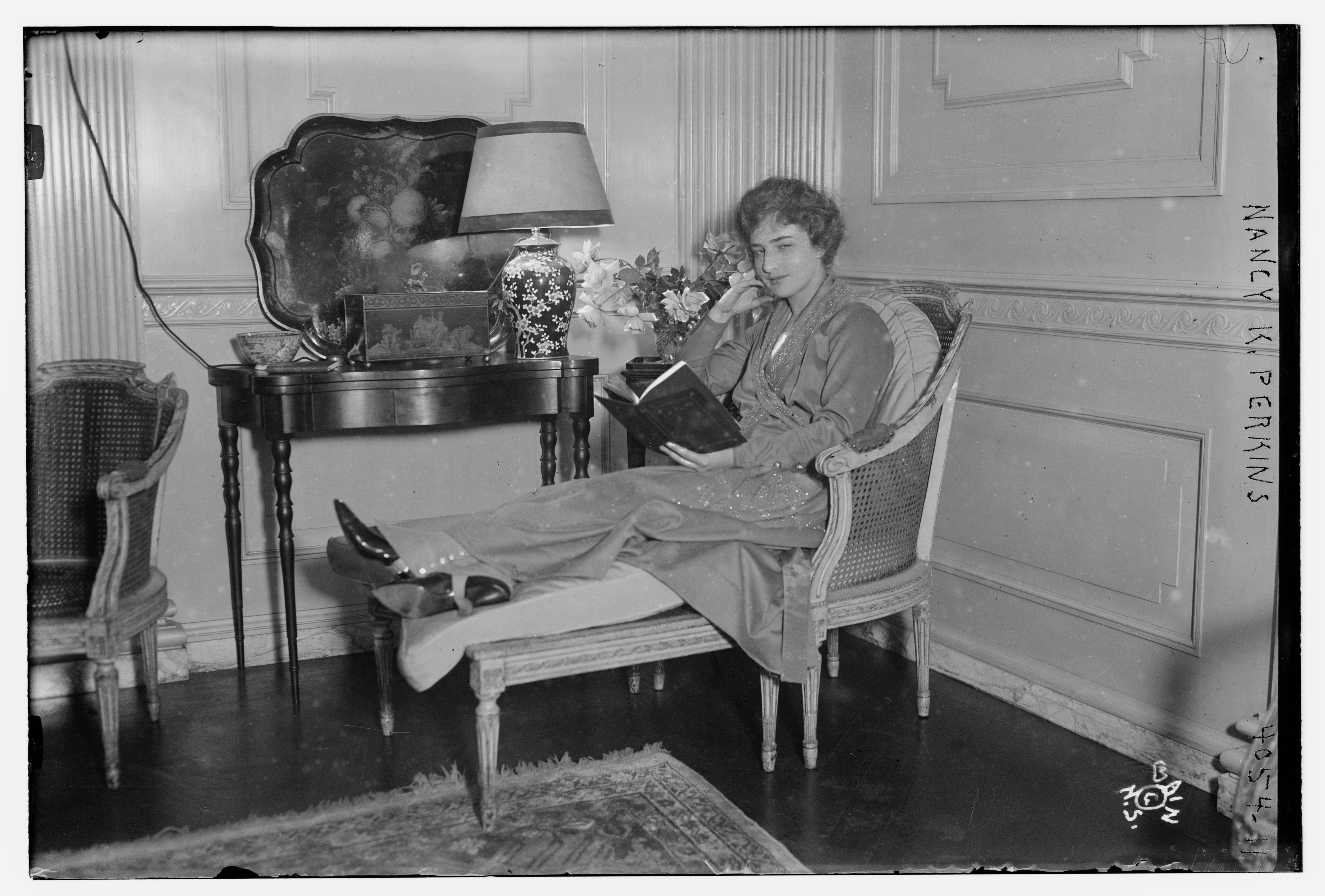
Nancy Perkins en 1916

Nancy Lancaster (10 septembre 1897 - 19 août 1994) est une créatrice du XXe siècle et la propriétaire de Colefax & Fowler, une entreprise de décoration britannique influente qui codifie ce que l'on appelle le style de maison de campagne anglaise.

## Biographie
Nancy Lancaster née sous le nom de Nancy Keene Perkins, était une personnalité emblématique du design d'intérieur, qui s'est également distinguée dans le domaine du jardinage au cours du XXe siècle. C'est dans une petite maison de campagne à Mirador, sur le domaine de son grand-père en Virginie, qu'est née Nancy le 10 septembre 1897.
Élevée au sein d'une famille affectée par les séquelles de la guerre civile américaine, Nancy a grandi dans une atmosphère chargée de nostalgie pour le vieux Sud, une période marquée par la Guerre de Sécession et les défis de la période de Reconstruction qui a suivi. Cette vision romantique du sud d'autrefois a profondément marqué Nancy et a influencé sa vie et son parcours professionnel.
Nancy entretenait une profonde affection pour la Virginie et ses anciennes plantations, et cette connexion avec sa terre natale a une influence importante sur son mode de vie et sur son approche à la décoration. Contrairement à quelques-unes de ses pairs, comme Lady Astor, orientée vers la politique, Nancy Lancaster se démarquait en tant qu'esthète. Celle-ci avait une passion innée pour l'art d'embellir des espaces intérieurs et extérieurs, mettant en avant sa passion pour la décoration et le jardinage.

Dotée d'un bon sens de l'esthétique, Nancy excellait dans la création d'espaces élégants et confortables. Celle-ci s'est démarquée en jouant un rôle essentiel dans l'évolution du style de décoration d'intérieur nommé "l'Anglo-Américain", un mélange entre des éléments du design traditionnel britannique et des touches américaines, créant ainsi une esthétique intemporelle.

Dans le monde de la décoration intérieure et de l'aménagement de jardins, son nom est devenu synonyme du style de maison de campagne anglaise, désormais reconnu à travers le monde. Nancy a su démontrer avec un immense talent la fusion de l'élégance et la simplicité, combinée à une compréhension profonde de l'art de créer des intérieurs accueillants et raffinés.
Loin de la politique, elle sera la femme artiste de la famille qui avec ses gouts et connaissances sur les espaces intérieurs et extérieurs de la maison influencera le monde des architectes d'intérieurs et paysagistes. Malgré ces origines virginiennes, elle décorera ses maisons et jardins dans un style purement anglais avec un certain dynamisme, ce qui leur vaut d'ailleurs le nom de "Maison de campagne anglaise".

L'héritage laissé par Nancy Lancaster dans le domaine de la décoration d'intérieur et du design de jardins demeure profondément enraciné, continuant d'inspirer des générations de décorateurs à travers le monde. Sa capacité et son talent pour trouver l'équilibre entre le "décontracté" et le "traditionnel" a été très acclamé. Décédée en 1994, son influence demeure pourtant palpable dans l'univers du design.

## Carrière

### Ses intérieurs
Le parcours de décoration de Nancy Lancaster débute dans ses propres maisons. En effet, même si dans l’entièreté de sa carrière elle travaille dans la décoration et la consultation d’intérieurs de plusieurs résidences, sa carrière commence par la décoration de ses propres maisons.

Nancy Lancaster achète sa première demeure en 1922. Construite en 1830, la maison Mirador appartenait à sa tante, mais Nancy rêvait de devenir propriétaire de la maison depuis sa jeunesse . Financée par son deuxième mari, Nancy à un budget presque illimité pour la rénovation et la décoration des intérieurs ainsi que de l’extérieur. Avec l’aide de l’architecte William Delano, elle change complètement l’intérieur de la maison  Mirador. Parmi les changements, elle transforme complètement une chambre d'amis en salon formel et fera même une extension de la maison pour agrandir certaines salle de bain et garde-manger. Lors de ce premier projet pour Nancy, elle apprend beaucoup de Delano et s’inspire de certains intérieurs qu’elle avait déjà visités comme une maison de ville New-Yorkaise dans laquelle elle et son mari avaient passé certains temps.

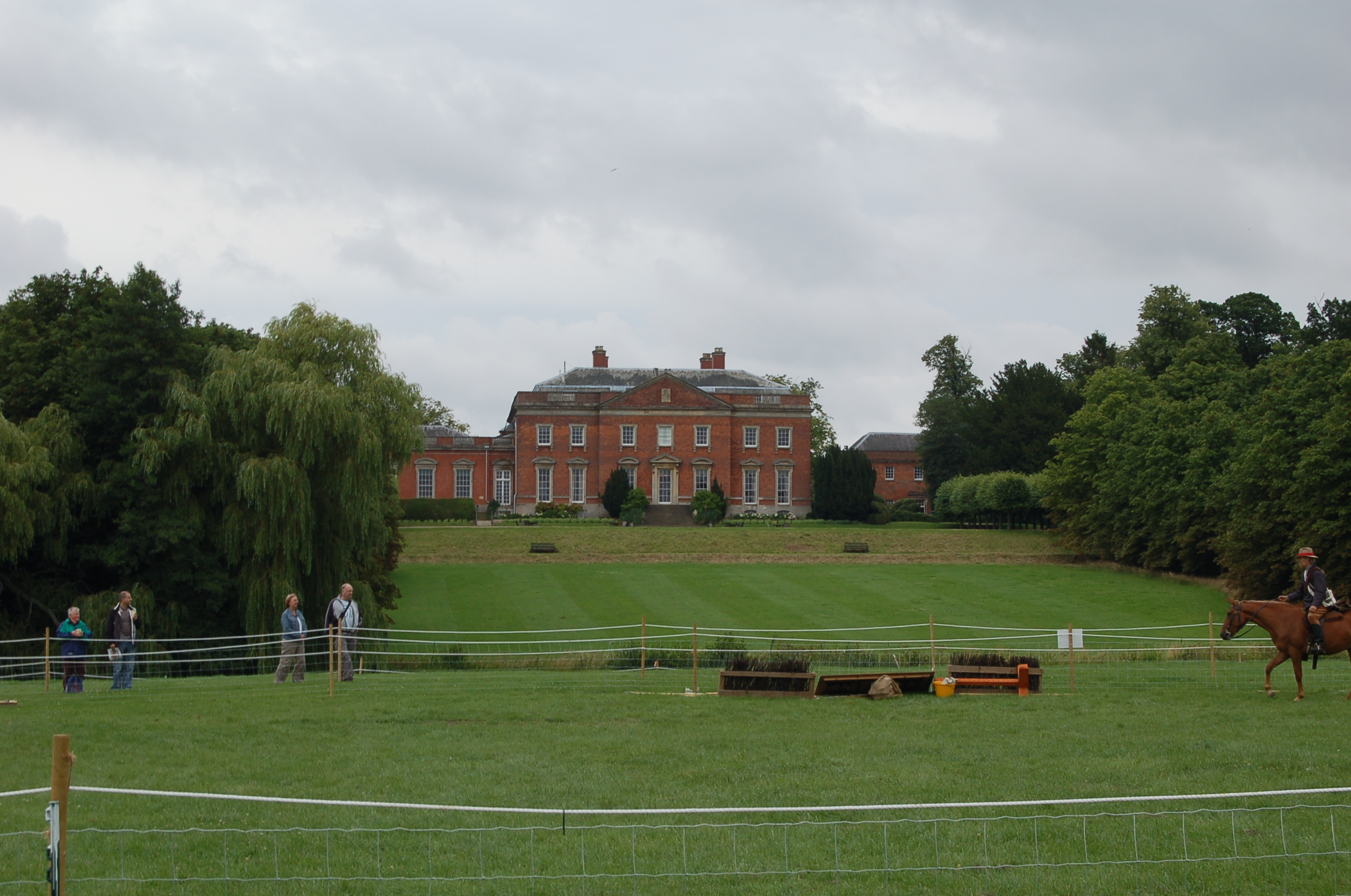
Kelmarsh Hall

Par la suite, Nancy Lancaster et son mari déménagent dans une deuxième demeure, Kelmarsh Hall, cette fois-ci en Angleterre. Elle réaménagera Kelmarsh Hall pour ses propres goûts et besoins. En particulier, un système de chauffage et de l'électricité sont ajoutés. En plus, elle sera introduite à monsieur Kick, peintre avec qui elle travaillera pendant 3 décennies. Pour les intérieures de Kelmarsh Hall, Nancy s'inspire particulièrement des intérieures de Houghton Hall et Rushbrooke Hall.
Plus tard, le couple achètera la maison Ditchley Park et une fois de plus fera de nombreuses transformations à celle-ci. Nancy change la couleur des murs, rajoute des rideaux riches en textures et en couleurs, elle crée une grande bibliothèque en détruisant un mur connectant deux salons, elle change les meubles, en bref, elle réorganise la maison en entier.

En 1954, Nancy Lancaster fait l'achat de Haseley Court et y déménage pensant que cette demeure sera sa dernière vue son âge. Lors de son achat, la maison était sans salle de bain, sans électricité, sans chauffage, elle n'avait pas été modernisée et était en mauvais état. Nancy avait donc beaucoup de travail à faire pour rendre l'intérieur adéquat et cela lui àcouter très cher. Pour meubler la maison, Nancy réutilisera beaucoup les meubles de ses demeures précédentes.
Par la suite, en 1958, Nancy ira habiter dans un petit appartement qu'elle réaménage encore une fois pour ses besoins.

Puis, en 1971, une partie de Haseley Court pris en feu et Nancy du déménager dans la Coach House. Cette résidence était plutôt petite et était plus moderne et moins ornementée que ses précédentes. Elle va tout de même transposer son style de design dans cette demeure, encore une fois en utilisant les mêmes meubles qu'elle avait sauvés après l'incendie.

Tout au long de sa carrière, Nancy Lancaster travaillera de nombreuses propriétés, mais elle restera fidèle à elle même en gardant son style de design authentique que l'on appelle aujourd'hui « maison de campagne anglaise ». Ce style est catégorisé par l'illustration du passé et son essence dans le design et même la représentation de la nostalgie du passé.

### Ses jardins
Les jardins de Nancy Lancaster sont tout aussi importants dans la réussite de son style. Nancy Lancaster aménagera autant l'extérieur que l'intérieur de ses maisons.

Le jardin le plus connu de Nancy Lancaster est le jardin à Ditchley Park. Elle et son mari travailleront entre autres avec l'architecte Geoffrey Jellicoe pour aménager l'extérieur. Ensemble, ils changeront complètement l'apparence du jardin négliger par les anciens propriétaires. Trois changements auront une plus grande importance sur l'apparence du jardin à cause de leurs grandeurs. Premièrement, ils rajouteront une immense terrasse de gazon sur la propriété et une terrasse pavées collé à la maison. Deuxièmement, ils rajouteront une piscine ornementée de six fontaines. Troisièmement, ils mettront de nombreux jardins de végétaux comme des haies partout sur la propriété.

Nancy met autant d'importance et de réflexion dans ses jardins que dans ses intérieurs, c'est pour cela qu'elle est autant reconnue.

### Le style de Nancy Lancaster
À travers sa vie, elle décorera l’entièreté de ses cinq maisons et développera son style que l’on connaît aujourd’hui comme maison de campagne anglaise. Elle développera également des règles pour avoir un environnement confortable. Voici les 7 règles selon Nancy Lancaster:

« 1. In restoring a house one must first realize its period, feel its personality and try to bring out its good points.
2. Decoration must be appropriate.
3. Scale is of prime importance and I think that oversized scale is better than undersized scale.
4. In choosing a colour one must realize that it changes in different aspects.
5. Understatement is extremely important and crossing too many ‘t’s’ and dotting too many ‘is’ make a room look overdone and tiresome. One should create something that fires the imagination without over emphasis.
6. I never think that sticking slavishly to one period is successful, a touch of nostalgia adds charm. One needs light and shade because if every piece is perfect the room becomes a museum and lifeless.
7. A gentle mixture of furniture expresses life and continuity but it must be a judicious mixture that flows and mixes well. It is a bit like mixing a salad. (I am better at rooms than salads). »

Traduit en français:

« 1. Lorsqu'on restaure une maison, il faut d'abord se rendre compte de son époque, ressentir sa personnalité et essayer de faire ressortir ses atouts.
2. La décoration doit être appropriée.
3. L’échelle est d’une importance primordiale et je pense qu’une échelle surdimensionnée vaut mieux qu’une échelle sous-dimensionnée.
4. En choisissant une couleur, il faut se rendre compte qu'elle change sous différents aspects.
5. Comprendre est extrêmement important et croiser trop de « t » et mettre trop de points sur les « i » donne à une pièce un aspect exagéré et fastidieux. Il faut créer quelque chose qui stimule l’imagination sans trop mettre de l'emphase.
6. Je ne pense jamais que s'en tenir seulement à une période soit une réussite, une touche de nostalgie ajoute du charme. Il faut de la lumière et de l’ombre car si chaque pièce est parfaite, la pièce devient un musée sans vie.
7. Un mélange doux de mobilier exprime la vie et la continuité, mais il doit être un mélange judicieux qui coule et se mélange bien. C'est un peu comme mélanger une salade. (Je suis meilleur dans les chambres que dans les salades). »

En plus de ses règles, deux caractéristiques ressortent dans les intérieurs de Nancy Lancaster. Tout d’abord, le fait qu’elle n’utilise que très rarement le brun, même dans les meubles et le fait qu’elle achète des meubles de bonne qualité et les transporte dans chacune de ses maisons.  Aussi, les intérieurs de la décoratrice sont inspirés de différents styles de design d’intérieur comme gothique, Arts and Crafts et l’exotisme. Par exemple, elle utilise un papier pain chinois dans l'intégrité d'un salon à Kelmarsh Hall. De plus, ce même salon est nommé le salon chinois. L'utilisation d'objets ou d'ornements comme du papier peint rappelle au courant de design exotisme.
Son style unique est représenté dans chacun de ses intérieurs et extérieurs, celui-ci est si brillant qu'il est souvent associé à la naissance du style « maison de campagne anglaise ». Cela démontre l'importance de Nancy Lancaster dans le domaine du design d'intérieur et d'extérieur.

### Colefax and Fowler
Nancy Lancaster ne sera pas seulement une décoratrice, elle fera aussi l’achat d’une compagnie de décoration nommée Colefax and Fowler (en) en 1944. Lors de la Seconde Guerre mondiale, Nancy Lancaster aidera les troupes américaines et anglaises, cependant, en 1943 elle tombe en dépression et son mari l’encourage à faire l’achat de la compagnie dans l’espoir de la remettre sur pied. À la suite de son achat, elle travaillera dans plusieurs intérieurs et extérieurs comme décoratrice en collaboration avec ses employés et collègues dont John Fowler. Les deux vont même décorer ensemble la pièce jaune qui est vue comme l’une des meilleures pièces de Nancy Lancaster. Par contre, pour un moment la compagnie ne sera pas autant fructueuse que souhaité. Afin de se remettre économiquement, elle louera à une banque le rez-de-chaussée du bâtiment où la compagnie opérait et elle ira habiter dans une section du premier étage. Le reste de l'étage sera utilisé comme studio de présentation pour la compagnie et sera décoré par elle et John Fowler. Aujourd’hui, la compagnie existe encore et a pris une plus grande importance.
Même si les résidences appartenant à Nancy Lancaster sont plus documentées, elle transformera de nombreux intérieurs sous le nom de sa compagnie Colefax et Fowler qui eux ont été moins photographiés vu l'époque.

## Principales réalisations
- Maison Mirador, 1830 par Colonel James Bowen, Virginie[5]

- Kelmarsh Hall, 1732 par Francis smith de warwick, Angleterre

- Ditchley Park, 1720 par James gibbs, Oxfordshire (Angleterre)[24]

- Haseley Court 1704-1770, par Edmund boulter et John Woolfe, Angleterre[9]

- Coach House 1971, Angleterre[10]

## Vie privée

### Premier mariage
Nancy se marie pour la première fois, en 1917, avec Henry Field, petit-fils de Marshall Field, riche fondateur du grand magasin Merchandise Mart de Chicago. Ce mariage fut toutefois court, puisqu'il prit fin après seulement quelques mois en raison du décès de son époux.

### Deuxième mariage
En 1920, Nancy épouse le journaliste et investisseur Ronald Tree (1897–1976), un cousin de son premier mari. Après avoir déménagé en Angleterre en 1927, ils ont deux fils, Michael Lambert Tree (1921-1999) et Jeremy Tree (1925-1993), et une fille, Rosemary, décédée à la naissance en 1922.
Ensemble, ils déménagent à Kelmarsh Hall près de Market Harborough dans le Northamptonshire que Nancy redécore avec l'aide de Mme Guy Bethell d'Elden Ltd.
Ils feront ensuite l'achat de Ditchley Park, une demeure située dans l'Oxfordshire, en Angleterre. Peu après leur acquisition, ils en font une rénovation majeure. Pour célébrer la fin de ces rénovations et pour exposer aux autres le design de leurs nouvelles demeures, la fin des travaux de restauration est marquée par l'organisation d'un bal en rouge et blanc qui a attiré la présence de millier d'invités. Leur maison devient donc rapidement célèbre pour sa décoration intérieure, influencée par le style des maisons des campagnes anglaises. C'est la décoration de cette maison qui vaut à Nancy la réputation d'avoir "le meilleur goût de presque tout le monde". Elle y travaille avec Sibyl Colefax (Mme Bethell étant décédée) et le décorateur français Stéphane Boudin de la firme parisienne Jansen.
Les Trees ont également joué un rôle central dans la scène sociale de l'Angleterre de l'époque, jusqu'au décès de Ronald Tree, mettant ainsi fin à leur mariage.

### Troisième mariage

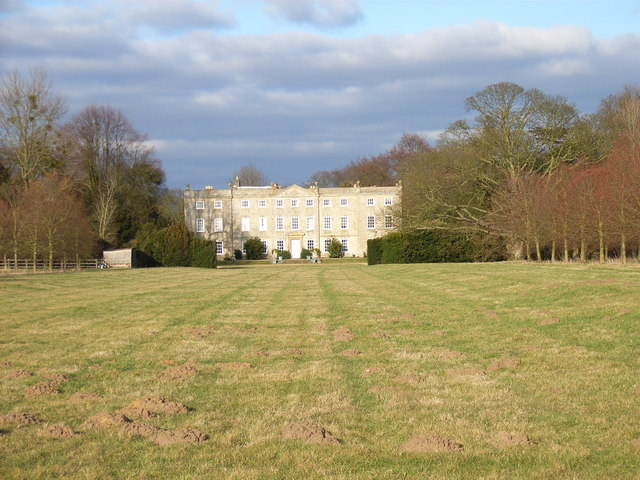
Haseley Court, Little Haseley, Oxfordshire

En 1948, Nancy épouse, en troisièmes noces, le lieutenant-colonel Claude Lancaster (1899-1977), ancien officier militaire, country squire et député. Ce dernier possède Kelmarsh Hall près de Market Harborough, Northamptonshire. Leur mariage ne dura que cinq ans et se termina par un en divorce.
En 1954, elle achète Haseley Court près d'Oxford. Elle rénove et décore la maison avec l'aide de son associé, John Fowler (1906-1977). Ils créent également la célèbre Yellow Room à Avery Row, Mayfair.